# ブレイクアウェイ (ケリー・クラークソンのアルバム)
『ブレイクアウェイ』（Breakaway）は、ケリー・クラークソンのメジャー通算の2枚目のオリジナルアルバム。2004年11月30日にRCAレコードから発売された。